# Les Anquines
Les Anquines és una platja urbana, tancada amb espigons, situada a la punta de les Anquines, al municipi de Sitges (Garraf).
La platja és davant de l’Hotel Terramar i es va crear de forma artificial als anys 20 del segle passat per donar servei a l’hotel. Tancada per dos espigons de roques, afavoreix el bany amb poc onatge. Té una superfície de 5.190 m². Límita a l'est amb la platja de Terramar i a l'oest la punta de les Anquines. Hi ha serveis, dutxes i lloc de socors. Compleix la normativa ISO 14001, té el certificat Biosphere i el distintiu EMAS. de qualitat ambiental.

## Història
Cap al 1928 s'hi van construir diferents espigons. Els espigons de les Anquines van modificar l'extensió de platja. Cap a la dècada dels 60, amb l’augment de l’activitat turística estival, es va veure adient ampliar les àrees de platja de Sitges. La platja de la Fragata va guanyar superfície amb els dos espigons que retenien la sorra. Igualment, la platja de les Anquines va guanyar més sorra amb els dos espigons en forma de pinça.